# Abderitismo
L'abderitismo è una particolare concezione della filosofia della storia secondo la quale non esiste né progresso né regresso storico. La storia è intesa come un agitarsi senza senso degli uomini tra picchi di sommo bene e di sommo male per cui nel corso dei secoli sostanzialmente la storia dell'uomo non è mai realmente cambiata rimanendo staticamente ferma e avvolgendosi caoticamente su sé stessa.

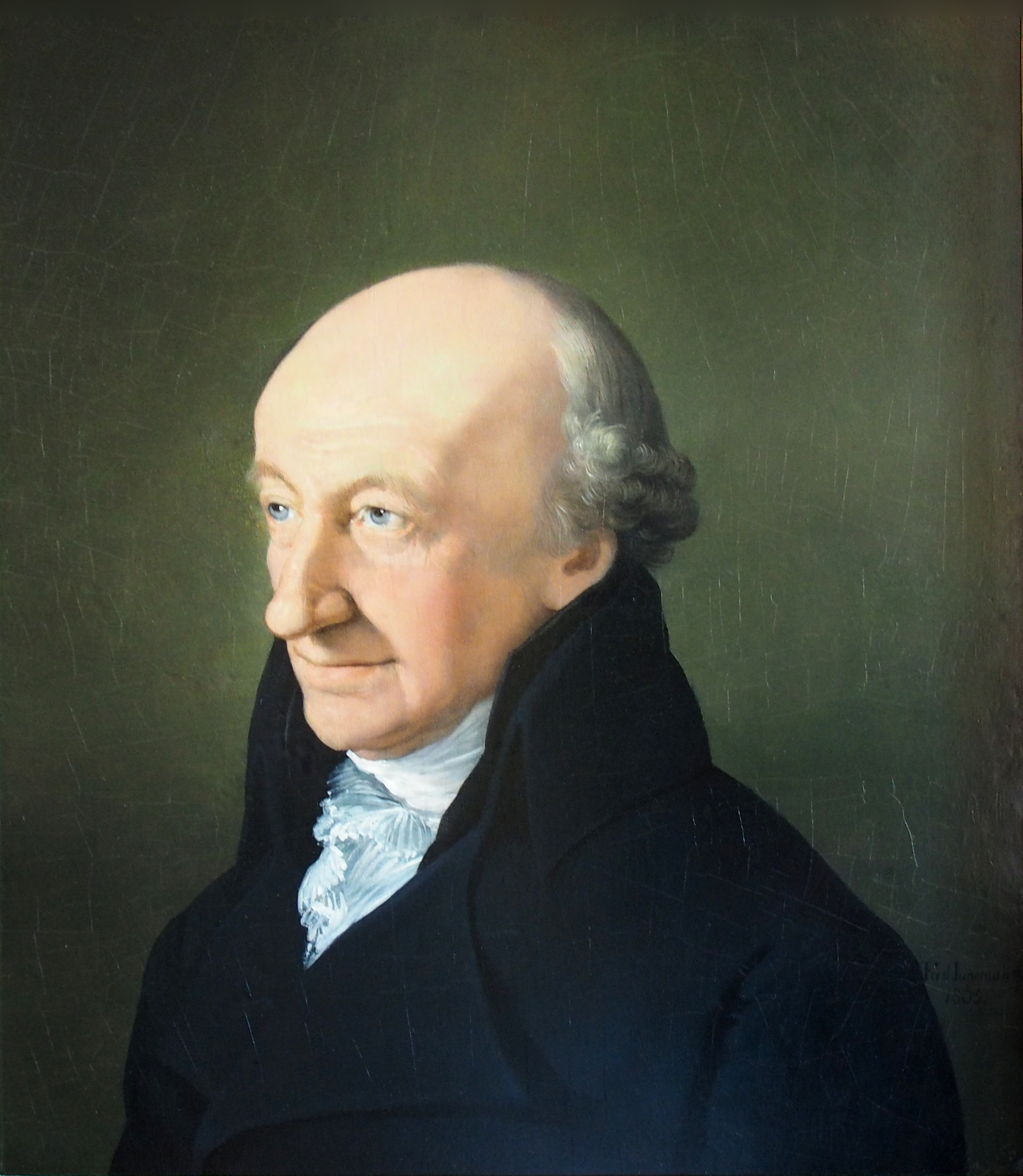
Christoph Martin Wieland in un ritratto del 1805

## I folli di Abdera
Il termine "abderitismo" venne utilizzato per la prima volta da Kant nel 1798, all'interno del saggio Der Streit der Fakultäten, per definire la filosofia della storia di chi, come il filosofo Moses Mendelssohn, sostiene che l'umanità non procede verso il meglio ma, evolvendosi e poi riprecipitando in modo ondivago, rimane sostanzialmente ferma sempre allo stesso livello.

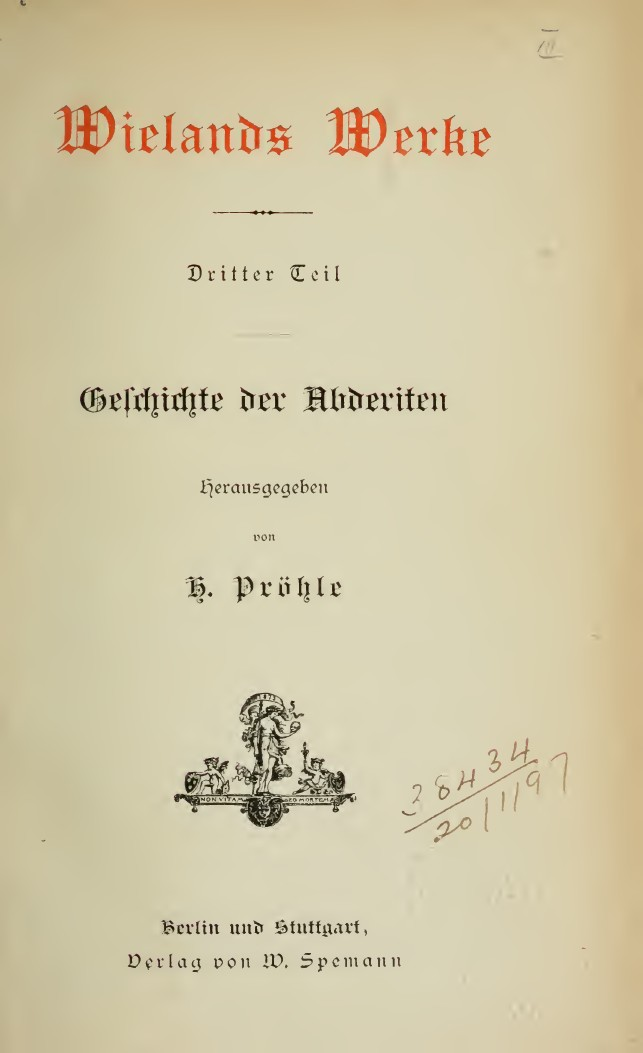
Christoph Martin Wieland, La storia degli Abderiti (Geschichte der Abderiten), edizione del 1887

Il filosofo di Königsberg probabilmente si rifaceva al racconto La storia degli Abderiti (Geschichte der Abderiten) di Christoph Martin Wieland, secondo il quale gli abitanti di Abdera, la fiorente città della Tracia (da cui Abderiti e abderitismo), avevano avuto un comportamento dissociato nei confronti del filosofo di Abdera Democrito: prima accogliendolo a braccia aperte e poi apertamente condannandolo come folle perché, si diceva, voleva imporre ai giovani di non viaggiare – di qui la metafora dell'immobilità della storia – affinché non divenissero intelligenti.
In questo racconto vi è però un altro significato simbolico: quello del comportamento degli Abderiti che oscillano tra due estremi, positivo e negativo, (come il bene e il male nella storia) nei confronti di Democrito e quindi la loro pazzia che coinvolge lo stesso filosofo nella sua follia di voler proibire i viaggi ai giovani. Pazzi quindi gli abderiti e lo stesso Democrito.
L'episodio, ma con diverso significato, era stato narrato in una poesia di Jean de La Fontaine (1621 – 1695) che criticava la pretesa del popolino di giudicare chi non può capire chiamandolo pazzo mentre il folle è lui.

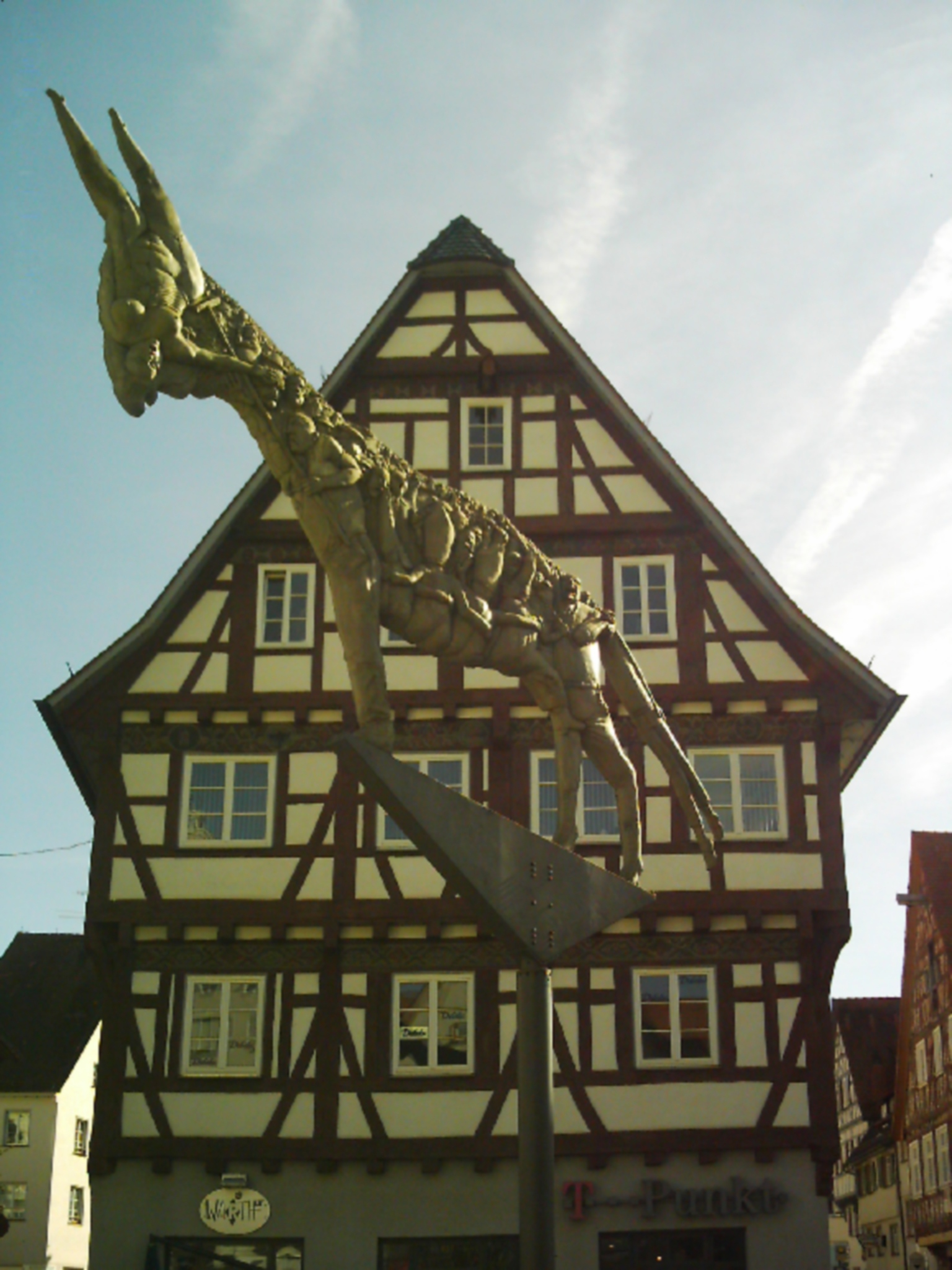
L'asino di Biberach

## La storia degli Abderiti
(Christoph Martin Wieland, La storia degli Abderiti)

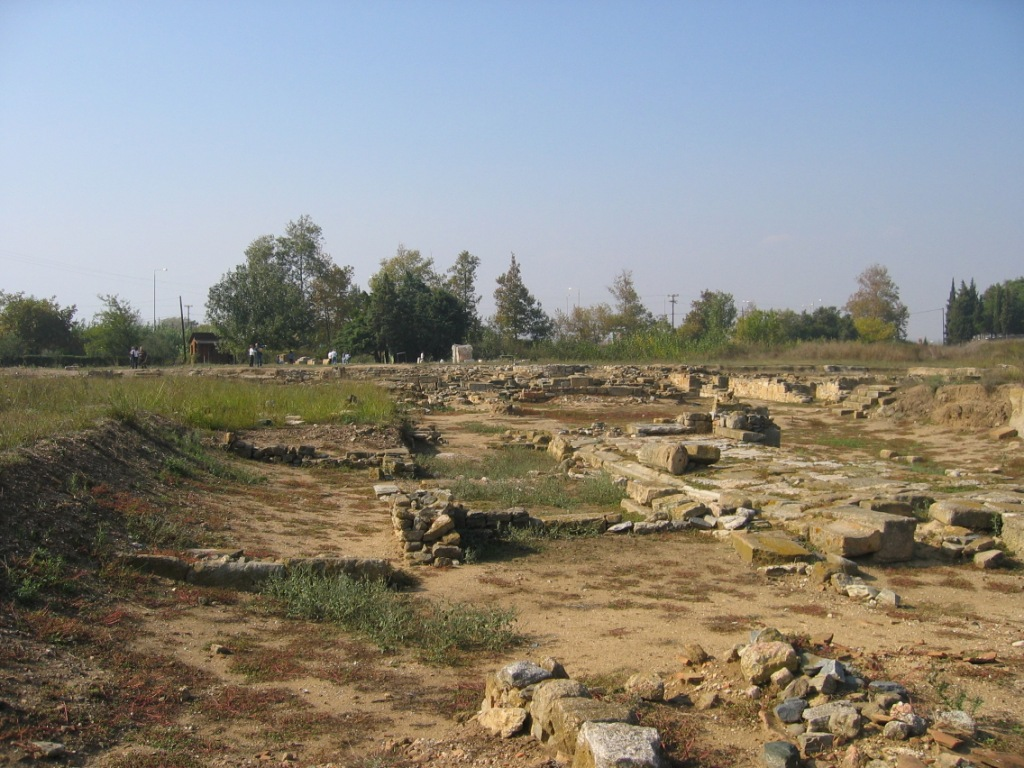
La Storia è passata su Abdera

Della follia degli Abderiti si raccontava anche in un'opera di Christoph Martin Wieland (1733 - 1813), contemporaneo di Kant, intitolata Die Geschichte der Abderiten, Lipsia 1774 (La storia degli Abderiti), . Wieland può essere considerato il primo scrittore tedesco di satira politica. Nel libro Wieland infatti narrava dell'incredibile processo che fu tenuto in Abdera per l'ombra di un asino per il quale poco mancò che nella città ne nascesse una furiosa guerra intestina. Quindi ancora una volta l'insano comportamento degli uomini e delle loro folli vicende storiche.. Wieland si serviva della sua opera per una moderata critica del potere politico della Germania del suo tempo.